# 28. Międzynarodowy Festiwal Filmowy w Cannes
28. Międzynarodowy Festiwal Filmowy w Cannes odbył się w dniach 9–23 maja 1975 roku. Imprezę otworzył pokaz duńskiego filmu Szczęśliwy rozwód w reżyserii Henninga Carlsena.
Jury pod przewodnictwem francuskiej aktorki Jeanne Moreau przyznało nagrodę główną festiwalu, Złotą Palmę, algierskiemu filmowi Kronika lat pożogi w reżyserii Mohammeda Lakhdar-Haminy. Drugą nagrodę w konkursie głównym, Grand Prix, przyznano niemieckiemu filmowi Zagadka Kaspara Hausera w reżyserii Wernera Herzoga.

## Jury Konkursu Głównego
- Jeanne Moreau, francuska aktorka − przewodnicząca jury[3]
- Anthony Burgess, brytyjski pisarz
- André Delvaux, belgijski reżyser
- Gérard Ducaux-Rupp, francuski producent filmowy
- George Roy Hill, amerykański reżyser
- Lea Massari, włoska aktorka
- Pierre Mazars, francuski dziennikarz
- Fernando Rey, hiszpański aktor
- Pierre Salinger, amerykański dziennikarz
- Julija Sołncewa, rosyjska aktorka i reżyserka

## Filmy na otwarcie i zamknięcie festiwalu
|             | Tytuł             | Reżyseria       | Kraj            |
| ----------- | ----------------- | --------------- | --------------- |
| Otwierający | Szczęśliwy rozwód | Henning Carlsen | Dania           |
| Zamykający  | Tommy             | Ken Russell     | Wielka Brytania |